# Hornaing
Hornaing è un comune francese di 3 368 abitanti situato nel dipartimento del Nord nella regione dell'Alta Francia.

## Storia

### Simboli
Lo stemma comunale riprende il blasone della famiglia de Jauche de Mastaing.

## Società

### Evoluzione demografica
Abitanti censiti

## Amministrazione

### Gemellaggi
- Realmonte, dal 2011